# Мирон Ебелл
Мирон Ебелл (англ. Myron Ebell; Бейкер каунті, Орегон) — американський кліматичний скептицист, директор закладу дослідження Всесвітнього Потепління та Міжнародної Екологічної Політики при Інституті Конкурентного підприємництва (CEI), яка є правозахисною групою у Вашингтоні (округ Колумбія). У вересні 2016 року тоді ще кандидат у президенти США Дональд Трамп призначив Мирона Ебелла головою команди реформування Американської Агенції Захисту Середовища. У цих організаціях Ебелл відігравав центральну роль у просуванні заперечення зміни клімату, поширюючи свої погляди серед ЗМІ та політиків. Ебелл стверджує, що він виступає за «розумну енергетичну політику, яка б приносила користь усім», замість політики, яка просто реагує на алармізм".
Народився у маєтку перших колоністів Орегону площею у 810 га, яким сім'я Ебелл володіє з 1860-х років. З 1971 року навчався по програмі філософії у Колорадському коледжі. Отримав магістра у Лондонській школі Економіки за фахом Політичної теорії.
Член республіканської партії. Став відомим у 1997 році коли очолив Коаліцію Холодних Голів (Cooler Heads Coalition), що виступила з розвінчанням міфу про зміну клімату й всесвітнє потепління.